# Beacon Ridge
Beacon Ridge är en bergstopp i Antarktis. Den ligger i Östantarktis. Norge gör anspråk på området. Toppen på Beacon Ridge är 1 822 meter över havet.
Terrängen runt Beacon Ridge är varierad. Trakten är obefolkad. Det finns inga samhällen i närheten. 